# Régine Pernoudová
Régine Pernoudová (17. června 1909 Château-Chinon – 22. dubna 1998 Paříž) byla francouzská historička, absolventka École nationale des chartes v Paříži, specializující se především na středověké dějiny. Pracovala jako kurátorka v Národním archivu v Paříži.

## Výběrová bibliografie
- Seznam děl v Souborném katalogu ČR, jejichž autorem nebo tématem je Régine Pernoudová
- Vie et mort de Jeanne d'Arc; les témoignages du procès de réhabilitation 1450–1456. Hachette, 1953. (česky Život a smrt Jany z Arku : svědectví z rehabilitačního procesu (1450–1456). Olomouc : Refugium Velehrad-Roma, 2009. 272 s. ISBN 978-80-7412-020-6.
- Aliénor d'Aquitaine. Paris : Albin Michel, 1965. 376 s.
- La Formation de la France. PUF, 1966.
- Héloïse et Abélard. Albin Michel, 1967.
- La reine Blanche. Paris : Albin Michel, 1972. 366 s.
- Les Hommes de la Croisade. Tallandier, 1977.
- La Femme au temps des cathédrales. Stock, 1980. (česky Žena v době katedrál. Praha : Vyšehrad, 2002. 255 s. ISBN 80-7021-544-5.)
- Richard Cœur de Lion. Fayard (1988), réédité par Le Grand Livre du Mois, 1995.
- Jeanne d'Arc et la guerre de Cent ans. Denoël, 1990.
- La Femme au temps des croisades. Pris : Stock, 1990. 405 s. ISBN 2-234-02229-0.
- Petite vie de Jeanne d'Arc. Paris : Desclée de Brouwer, 1990. 139 s. ISBN 2-220-03164-0. (česky Život Jany z Arku. Brno : Cesta, 1994. 109 s. ISBN 80-85319-36-5.)
- Les Templiers, chevaliers du Christ. Gallimard, 1995.
- Martin de Tours. Bayard-Centurion, 1996. (česky Martin z Tours : ten, který věděl, co je správné : životopis. Praha : Volvox Globator, 2000. 137 s. ISBN 80-7207-379-6.)